# 冴場都夢
冴場 都夢（さえば とむ、1962年11月22日 - ）は、日本の俳優・リポーター。本名、多田 雄司。旧芸名は水本 隆司・水本 隆志・多田 優次。横浜市出身。

## 来歴・人物
横浜市立横浜商業高等学校卒業後20歳の時に、俳優・千葉真一の付き人として芸能界に入る。翌年、付き人と並行しつつジャパンアクションクラブ (JAC ) に入団して俳優業を開始。1988年、水本 隆司の芸名で特撮テレビドラマ『電脳警察サイバーコップ』に毛利亮一 / サターン役でレギュラー出演。1990年代後半からはモータースポーツの実況やリポーターとして活動した。その後介護職員として勤務。
2019年3月5日、第19回統一地方選挙の一環として行われる神奈川県議会議員選挙に横浜市神奈川区選挙区より国民民主党公認で立候補したが落選。

## 出演

### テレビドラマ
- 深夜にようこそ 第1回（1986年） - 万引きグループの若者[注釈 1]
- 心はロンリー気持ちは「…」IV（1986年）
- 電脳警察サイバーコップ（1988年 - 1989年） - 毛利亮一 / サターン[注釈 2]
- 独眼竜政宗（1987年） - 亘理宗根
- 炎の旅路（1990年）
- ウルトラマンティガ 第41話「宇宙からの友」（1997年） - イヌイ・キヨト
- ウルトラマンガイア（1998年 - 1999年） - 松尾蓮二
  - 第9話「シーガル飛びたつ」
  - 第18話「アグル対ガイア」
  - 第30話「悪魔のマユ」
- 超星神グランセイザー 第16話「非情!司令官ロギア」（2004年）

### 映画
- コータローまかりとおる!
- おいしい結婚
- ドライビング・ハイ!
- 企業戦士YAMAZAKI
- 戦争へ行こうよ!!2

### 演劇
- THE WINDS OF GOD

### リポーター
- U・S（1997年 - 1999年） - CARTコーナーのリポーター
- BOON!（1999年 - 2002年） - CARTコーナーのリポーター